# 井陘之戰
井陘之戰發生於漢高祖三年（前204年）十月（秦國曆法，按夏曆和公曆仍是前205年），漢軍和趙軍在井陘口交戰，漢將韓信利用趙軍主帥陳餘（趙國太傅、兼任代王）輕敵之心，擺下「兵家大忌」的背水陣，鼓吹本軍將士奮勇作戰以求死裏逃生，並另調輕騎趁隙奪取趙軍軍營。趙軍想回營稍作歇息之餘驚見本營插滿漢軍旗幟，以爲大勢已去，故一哄而散，趙軍大敗，陳餘被斬。
成語「背水一戰」典故由此而來。

## 戰爭背景
韓信與曹參破魏国後，請求率兵精兵三萬向北進攻陳餘及其所扶植的趙王趙歇。漢王劉邦派張耳同行。
根據劉邦戰略部屬，命令韓信與張耳率三萬人下井陘擊趙。趙歇命陳餘聚兵於井陘口迎擊，當時趙軍號稱有二十萬，且先扼守住通向趙國的路口，居高臨下，以逸待勞。劉邦亦率領靳歙、周緤等漢軍主力，從邯鄲北上攻打位於襄國的趙歇。

## 戰場地勢
井陘口是太行山的險要關隘之一，在它以西，有一條長約百里的狹窄驛道，易守難攻，不利於大部隊行動，漢軍欲取趙國就得要先通過這條驛道。

## 兩軍部署
趙國謀臣李左車主張將韓信的隊伍逼到崎嶇難行的井陘口，趙軍深溝高壘堅守，不與漢軍正面交戰，再派三萬精兵繞到敵後切斷漢軍糧道，圍困漢軍，使之因糧草不濟而敗。但陳餘認為韓信兵少而疲，而且南路還有漢軍總指揮劉邦率領主力進攻，北路還有陳豨會師，如果漢軍三面夾擊那是進退兩難。陳餘於是決定佔據有利的地形，遵從兵書上“倍則戰”的道理，正面與漢軍交鋒。
韓信探知李左車的計策沒被採納，陳餘有動搖之心後，指揮部隊進到離井陘口三十里遠地方紮下營來。半夜時點兩千輕騎，命每人帶一面漢軍紅旗，乘天黑從山間小道迂迴到趙軍大營的側後方埋伏，囑咐他們一見到趙軍傾巢而出就偷入敵營，換上漢軍旗幟。
在明方面，韓信擺出大將旗仗，令漢軍主力全部到井陘口的河邊背水列陣，以更增陳餘的輕敵之心。

## 戰鬥經過
首先韓信向趙軍叫陣。陳餘見中路韓信張耳偏師兵少，南路还有漢軍總指揮官漢王劉邦率領靳歙、周緤、灌嬰、周勃、召欧、卢绾、刘贾漢軍主力进攻並且攻下赵国都城邯郸，代地北路又有曹參陳豨會師漢軍，萬一漢軍三路包夾將對自己不利，於是率輕騎銳卒蜂擁而出，欲生擒韓信。韓信接戰不久後詐敗，假裝逃得連戰鼓和旗幟都來不及帶。陳餘見此情景，當即下令全營出擊，直逼漢陣。這時預先伏下的兩千輕騎則乘機攻入趙軍空營，遍插漢軍紅旗。
漢軍因背河而戰，無路可退，人人咬緊牙關拚命，與趙軍殊死決戰。雙方廝殺半日有餘，趙軍仍未能獲勝，於是打算退兵。誰知一退到營前突然發現營壘已插滿漢旗，趙軍以為漢軍已經捉了趙王和他的將領，隊形立時大亂，兵士四散逃命。這時退到水邊的漢軍掉回頭來趁勢反擊，配合關內的漢軍兩面夾擊，趙軍大敗。

## 戰果
陳餘被斩于泜水上，趙歇在襄国被攻破后被劉邦俘获，亦死。项羽遣骑兵渡河争夺赵地，被汉军击退。

## 後記
戰後漢軍將士問韓信：“怎麽這違反兵法的『背水陣』竟能取勝？”韓信笑道：“兵法上不是都說了『陷之死地而後生，置之亡地而後存』嗎？如果我給你們一條生路，士卒們能拼死作戰嗎？”諸將這才領悟了韓信以萬餘的劣勢兵力，奇正並用，背水列陣，靈活用兵而致勝之奧妙，對韓信大為欽服。

## 陳豨定代
根據《秦楚之际月表》记（汉三年十一月代）属汉为太原郡，另根据《高祖功臣侯者年表》陈豨在战争中曾以游击将军别定代，可见定魏定代之后，陈豨也没有閑著並且参与灭赵之战。

## 典故
成語「背水一戰」由此而來。

## 注脚
1. ↑  陳餘誇大人數。“井陉”两边石壁峭狭，车不能方轨，骑不能并行，险厌难行如此狭窄的地方，这种地形無法支撐十萬規模兵力